# シグムンド

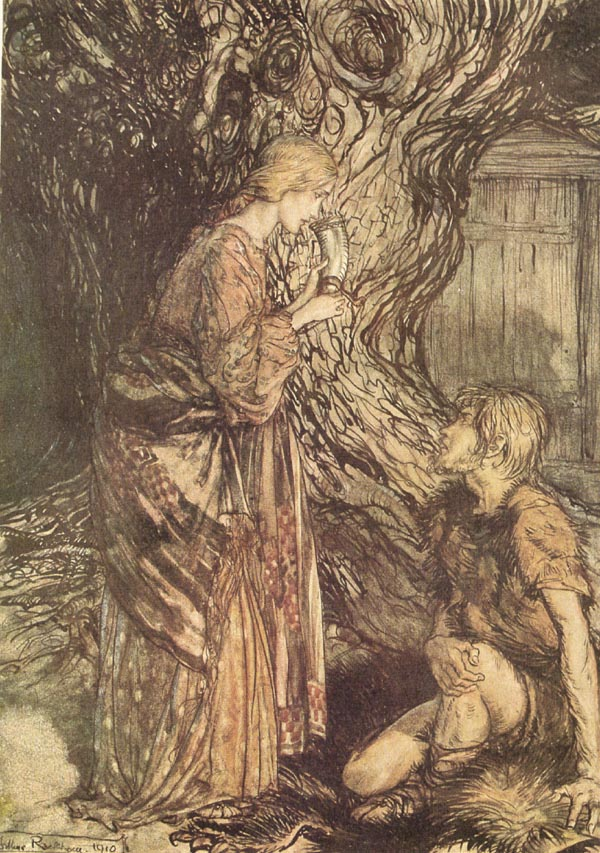
1910年に出版されたワーグナーの『ニーベルングの指環』に関する書籍より。アーサー・ラッカム画。

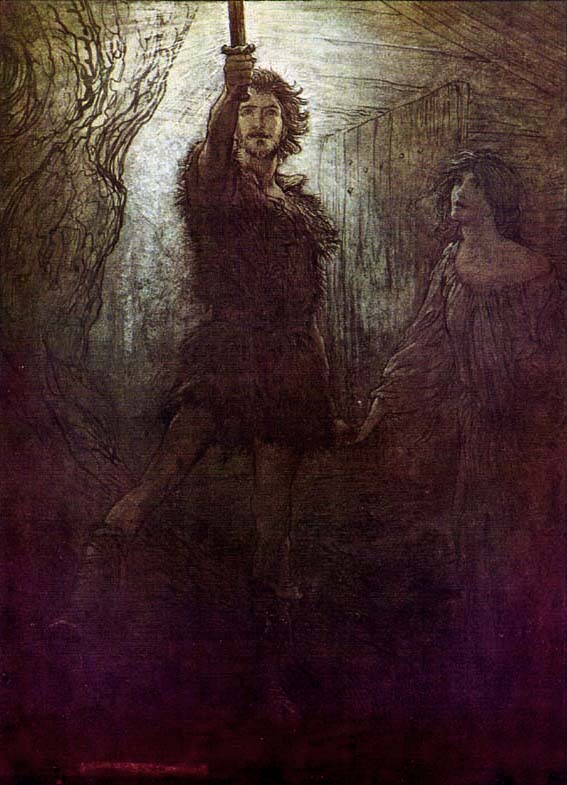
剣を引き抜くシグムント。同上。

シグムンド (Sigmund) とは、北欧神話およびゲルマンの叙事詩に登場する英雄である。ヴォルスングとフリョーズの間に生まれた10人の息子の長男。彼と、彼の双子の妹シグニューはヴォルスングの子らの中で特に美しく、優れていたとされる。また、シグムンドは毒が効かないほど強健であった。
彼はシグニューとの間にシンフィヨトリ、最初の王妃ボルグヒルドとの間にヘルギ(en)とハームンド、2人目の王妃ヒョルディースとの間にシグルズをもうけた。

## 概要

### ヴォルスング一族の殺害
権勢を誇るガウトランドの王シゲイル(en) はシグニューに求婚した。ヴォルスングは歓迎したが彼女本人と彼女の兄弟たちはこの話には乗り気ではなかった。しかし万事についてそうであるように、決定は父王に委ねられシゲイルとシグニューは婚約した。
結婚式はヴォルスングのところで行われた。すると祝賀の宴にオーディンが現れ、広間の中心にあるリンゴの大樹バルンストック（「子供の幹」の意）に一本の剣を柄元まで刺し、抜いた者に褒美として与えると言って立ち去った。その場に居合わせた勇士たちは剣を抜けた者がこの場にいる全ての中で一番優れていると考え、次々に試みたが誰も引き抜けなかった。しかしシグムンドはたやすくこれを引き抜き剣を自分のものにした。
剣の素晴らしさを目の当たりにしたシゲイルは剣の重さの3倍の黄金で譲るように頼んだが、彼にはこの剣はふさわしくないとシグムンドは一蹴し、腹を立てたシゲイルは翌日宴の席を辞して帰国する。シゲイルは帰り際に滞在の短さの非礼の埋め合わせに3か月後自国への招待を受けて欲しいと申し出て、ヴォルスングは承諾するが、これにはシグムンドから受けた侮辱への報復の意図があった。ガウトランドに到着した船上にいる父にシグニューは罠であると警告し帰国を促すが、ヴォルスングは潔しとせず船を降りてシゲイルの軍勢と戦った。この戦いでヴォルスングと供の者は戦死し、10人の王子は捕らえられ処刑されることになった。
シグニューはシゲイルに、彼らをすぐ殺さずに手かせと足かせを嵌めてくれと懇願した。この願いは聞き入れられたがシゲイルは彼らを森の中に放置した。夜になるとメスのオオカミが彼らの元へやってきて一晩に1人ずつ食い殺し、最後にシグムンドだけが残った。シグニューは人をやってシグムンドの顔に蜂蜜を塗らせた。オオカミは彼を殺す前に蜂蜜を舐め、シグムンドは彼女の舌が口に入ったときにこれを噛み切って殺した。シグニューはシグムンドが生きているのを確認すると地下室を作って彼を匿った。
彼女はシゲイルとの間に産まれた2人の息子が自分の一族の復讐を果たせるか試みるが、彼らに見込みが無いと分かるとシグムンドに殺させた。その後シグニューは魔法使いの女と姿を取り替えて兄のシグムンドを尋ね、床を共にしてシンフィヨトリを産んだ。

### シグムンドたちの復讐
子であり甥でもあるシンフィヨトリを鍛えるためシグムンドは彼と共に森の中に住み、人を襲い収奪を繰り返しながら生活した。シンフィヨトリが胆力のある若者に成長すると、シグムンドはシゲイルに復讐するためシンフィヨトリと共に王の館に忍び込むが、シゲイルの幼い息子たちに見つかり彼らを殺害した。シグムンドたちは勇敢に戦ったが多勢に無勢で最後には捕まり、一つの塚に石で間を隔てられ生き埋めにされた。しかし彼らはシグニューが差し入れた食料に仕込まれた剣で石を引き切り、塚を破って脱出した。王の館に取って返した2人は寝静まった広間に火を放った。シグニューはシゲイルに問われ、自分もかねてから父と兄弟の復讐を目論んでおり、それを果たせる能力のある息子を得るために兄と通じたことを明かした。彼女は生き長らえることを望まず、シグムンドとシンフィヨトリに別れを告げ、シゲイルと共に焼死する道を選んだ。

### 王位継承とその後
復讐を遂げたシグムンドは自国へ帰り簒奪者から王位を取り戻した。彼はボルグヒルドを妃に迎え、彼女との間にヘルギとハームンドをもうけた。しかしシンフィヨトリは継母の弟と一人の女性を争い、彼を殺したためボルグヒルドに毒殺された。シグムンドはボルグヒルドを追放した。
その後、シグムンドはエイリミ王の娘ヒョルディースが美しく聡明で自分の妃にふさわしい女性であるという評判を聞き、エイリミの元を訪れようと思い立った。エイリミはシグムンドが戦を仕掛けるのではないかと警戒していたが、音信を交わすうちに友好を結ぶようになった。シグムンドが国へ着くと、そこにはエイリミと縁続きになるためにヒョルディースを妃に望むフンディングの息子リュングヴィ王も到着していた。2人のうちいずれかを選ぶよう父にいわれたヒョルディースはより優れた王としてシグムンドを選んだ。リュングヴィはこれを恨んで、義父エイリミと共にフーナランドへ出立したシグムンドに宣戦布告した。

### シグムンドの最期
戦いは激戦を極めた。高齢ながらもシグムンドは先頭に立って戦った。多くの戦士が倒れたが、ノルニルの加護を受けたシグムンドは負傷することなく、彼の軍が優勢だった。しかし片目の老人（オーディン）が彼の剣を槍で折ると形勢は逆転し、シグムンドとエイリミはついに倒れた。
戦に先立ちエイリミの城から森へ逃がれていたヒョルディースは、敵軍の去った戦場で倒れていた夫を介抱した。彼女はシグムンドが傷を癒し、父王の仇を討つこと望むが、シグムンドはオーディンの加護を失った今、彼は自分が戦うことを望んでいないのだと治療を拒み、彼女が息子を身ごもっていることを告げると、折れた剣（後のグラム）を託して息を引き取った。